# Christophe Bouchet
Pour les articles homonymes, voir Bouchet.
Christophe Bouchet, né le 12 novembre 1962 à Livry-Gargan (Seine-Saint-Denis), est un journaliste et homme politique français.
Membre du Parti radical, il a notamment été maire de Tours entre 2017 et 2020.

## Origines
Christophe Bouchet est le fils de Monique Bonnin et de Jean-Louis Bouchet. Sa mère était enseignante et directrice d'école. Son père est décédé en 1969. En 1972, sa mère épouse Francis Olivier, qui adopte Christophe Bouchet. Son nom patronymique complet est donc Christophe Bouchet-Olivier.

## Carrière professionnelle

### Journaliste
Christophe Bouchet exerce d'abord à Radio Méga Tours (groupe Nouvelle République du Centre-Ouest) puis à Radio Marguerite à Angoulême (Groupe Sud Ouest). Il rentre à l'Agence France-Presse en 1984 et y reste pendant onze ans (bureaux de Tours, Marseille et Lille). Il finira sa carrière de journaliste au Nouvel Observateur, de 1995 à 2002. Christophe Bouchet est le fondateur du club de la presse de Lille dont il fut également le président. Il a également commenté des matchs sportifs sur France Inter.

### Dirigeant de club
Entre 2002 et 2004, Christophe Bouchet est président et actionnaire de l'Olympique de Marseille, membre du conseil d'administration de la ligue de football professionnel et membre du conseil d'administration du G14, qui regroupait alors les 14 plus grands clubs européens.
Arrivé à l'OM avec Alain Perrin comme entraîneur, il essaie pendant son mandat de stabiliser le club. Il redresse les comptes du club afin d'être bénéficiaire pour la première fois en 2003. Il fait construire le siège du club sur le terrain de la Commanderie. Sous son ère, le club se qualifie pour la ligue des champions de l'UEFA et dispute la finale de la Coupe de l'UEFA (contre Valence CF) après qu'il a nommé José Anigo comme entraîneur. Il fait venir au club des joueurs comme Didier Drogba, Benoît Pedretti et Bixente Lizarazu. Il fait également revenir Fabien Barthez de Manchester United. Il engage Pape Diouf comme manager général (2004). Il permet à l'Olympique de Marseille de disposer de recettes importantes en obtenant auprès des instances du football un nouveau contrat de droits TV très avantageux pour le club et en signant de juteux contrats de sponsoring comme celui d'Adidas. Les résultats très décevants en première moitié de saison 2004/2005 et la gestion contestée par les supporters de « l'après Drogba » ont raison de lui après plus de deux années passées au club.
À partir de janvier 2009 il devient vice-président du Tours Football Club aux côtés de Frédéric Sebag. Il quitte ses fonctions à la tête du club en novembre 2011.
Son expérience motivera son beau-fils, Thomas Seguin, à créer son propre club en Ile de France. La création du Webvisite FC est ainsi actée en 2022 et verra ce nouveau club champion de FLA dans la 1ère division du Vendredi dès sa 2ème année de participation. Thomas finira meilleur buteur de la saison avec pas moins de 30 buts à son actif.[pertinence contestée]

### Chef d'entreprise
Christophe Bouchet est ensuite président d'Easi Marketing, une société qui s'occupe, entre autres, de gérer le marketing du Tours Football Club. Il est resté quatre ans, de 2007 à 2011, à la tête de Sportfive France l'agence de marketing sportif de Lagardère Sports. Il possède également la société Goald, où il officie en tant que consultant en stratégie et marketing du sport. L'un de ses principaux clients est Infront Sports & Media.

## Carrière politique
Christophe Bouchet se présente aux législatives de 2012 en tant que candidat de l'Alliance républicaine, écologiste et sociale dans la première circonscription d'Indre-et-Loire où il reçoit le soutien de Jean-Louis Borloo. Il réalise un score de 1,62 % au premier tour. La circonscription est remportée par le député du parti socialiste sortant, Jean-Patrick Gille, qui s'impose au second tour face à Guillaume Peltier.
Il forme avec Thibault Coulon, Sophie Auconie et Serge Babary le « groupe des 4 » ou « G4 », qui permet à la droite et au centre d'être unis aux élections municipales tourangelles de 2014. Cette union permet à la liste dirigée par Serge Babary — où Christophe Bouchet est positionné en neuvième position — de gagner une ville dont la mairie était socialiste depuis dix-neuf ans. Depuis cette élection et jusqu'au 17 octobre 2017, il est adjoint au maire, chargé du rayonnement, du tourisme, des grands événements, des congrès, de la francophonie. Il est également conseiller communautaire.
Il est le premier président de la fédération de l'Union des démocrates et indépendants d'Indre-et-Loire, jusqu'en 2016. Il est président de la fédération du parti radical valoisien d'Indre-et-Loire, devenu Mouvement radical en 2017.
À la suite de son élection au Sénat, Serge Babary, touché par le cumul des mandats, démissionne de son mandat de maire. Le 12 octobre 2017, Christophe Bouchet est élu par les élus de la majorité municipale pour lui succéder,. Il est désigné au bénéfice de l'âge, ayant obtenu le même nombre de voix qu'un autre adjoint, Xavier Dateu. Il est élu maire le 17 octobre.
Le 27 novembre 2017, il est élu premier vice-président de Tours Métropole Val de Loire, délégué au tourisme.
Lors du second tour des élections municipales de 2020 à Tours, sa liste est devancée par celle d'Europe Écologie Les Verts, menée par Emmanuel Denis, qui recueille 54,9 % des voix. Ayant perdu son mandat de maire, Christophe Bouchet conserve un siège au conseil municipal de Tours.

## Publications
Christophe Bouchet écrit plusieurs livres.
- Les Vrais patrons du football, Solar, 1989.
- L'Aventure Tapie, enquête sur un citoyen modèle, Seuil/Points actuels, 1992.
- Le chantier du siècle : le tunnel sous la manche, Solar, 1993.
- Tapie, l'homme d'affaires, Seuil/point actuels, 1994.
- Comment devenir riche et célèbre sans vraiment le mériter, Albin Michel, 1995.
- Vive le cumul des Mandats, Denoël, 1999.
- L'Olympique de Marseille : les années Tapie, Solar, 2000.
- France, ton football fout le camp, Plon, 2012.
- Lettre ouverte aux candidats d'un petit élu de province, Hugo Doc, 2022.
- Main basse sur l'argent du foot français, Robert Laffont, 2023.

Il écrit et réalise également un film sur Bernard Tapie en collaboration avec Vassili Silovic : En attendant Tapie (Point du Jour).